# Gilbert Lelord
Pour les articles homonymes, voir Lelord.
Gilbert Lelord, né le 24 janvier 1927 à Saint-Étienne-de-Montluc (Loire-Atlantique) et mort le 4 janvier 2017 à Saint-Avertin, est un pédopsychiatre français, pionnier des recherches neuropsychologiques dans le domaine de l'autisme en France. Il a contribué à combattre la théorie de la mère réfrigérateur dans les années 1980, et à faire connaître les origines neurologiques de ce trouble. Ses travaux font autorité, en France comme dans les pays anglo-saxons.

## Biographie
Gilbert Lelord naît en Loire-Atlantique à Saint-Étienne-de-Montluc, ville de la banlieue nantaise, d'Auguste Lelord, directeur d’assurances, maire de Saint-Étienne-de-Montluc (1945-1964), et d'Henriette Magdeleine Anna Metayer, professeur de musique à l'École nationale de Nantes. Il suit des études de médecine à Paris. 
Il devient chef de clinique en neuropsychiatrie dans les services des Professeurs Georges Heuyer puis de Jean Delay, tout en poursuivant des recherches en neurophysiologie à l'institut Marey. Dès 1958, il démontre que le cerveau des enfants avec schizophrénie infantile réagit de façon incohérente, dans un travail pionnier qui constitue la première observation de ce type. En 1964, il est nommé médecin-psychiatre pour l'hôpital de Tours à une époque où l'approche de l'autisme est exclusivement psychanalytique, et en 1970, créé un service infantile pour des enfants décrits alors comme schizophrènes. Ses travaux sont dans un premier temps mal accueillis par les psychiatres en France, mais ils trouvent un écho dans les pays anglo-saxons et scandinaves. Il remarque des points communs entre les enfants autistes et aphasiques, et défend la théorie d'une origine biologique de l'autisme, due à un trouble du système nerveux.
En 1969, Catherine Barthélémy rejoint son équipe. Il développe avec elle la thérapie d’échange et de développement. Dans les années 1980, il combat la théorie de la mère réfrigérateur, et « contribue grandement à changer le regard sur l'autisme ». Avec Bernard Rimland, il est également pionnier des recherches sur la vitamine B6. En 1983, il contribue à fonder l'Association pour la recherche sur l'autisme et la prévention des inadaptations (ARAPI).
En 1993, il est fait chevalier de la Légion d'honneur.
Pendant sa retraite, il se consacre à l'étude des Saints et de grands hommes. Il meurt le 4 janvier 2017, à presque 90 ans.

## Publications
Gilbert Lelord a préfacé l'édition française de la biographie de Temple Grandin, Ma vie d'autiste.
Il a participé à une soixantaine de publications scientifiques, son indice h est de 25.

## Reconnaissance
Adam Feinstein le considère comme l'un des chercheurs français les plus reconnus internationalement pour ses travaux sur l'autisme. Son unité de recherche de l'Inserm fait autorité.

## Opinions
Gilbert Lelord estime que la réticence à accepter les théories de l'origine génétique de l'autisme, en France, provient des traumatismes dus à l'eugénisme de l'époque nazie.